# O du helge Ande, kom
O du helge Ande, kom översattes först till titelraden O du helge Ande, kom till oss in. Det är fråga om en medeltida antifon Veni Sancte Spiritus, reple tuorum corda fidelium. Enligt John Julian är det äldsta kända manuskriptet från 1000-talet och finns på British Museum. I många manuskript finns enbart den första halvan "Veni ... accende.". Den första halvan av antifonen finns i ett manuskript från 922–926.
Psalmen inleds 1695 med orden: O tu Helge Ande kom! Upfyll tina Christtrognas hiertan.
Erik Gustaf Geijer gjorde en bearbetning 1819. Och i 1937 års psalmbok anges att första svenska översättningen skedde 1525 och 1543. I 1986 års psalmbok förefaller psalmen vara nyöversatt 1983 och Geijer nämns inte längre.
Denna version har traditionellt använts vid prästvigning och vid prästmötens inledning, vilket är anledningen till att texten hela tiden funnits med i Den svenska psalmboken.

## Publicerad som
- 1572 års psalmbok med titeln O Tu helghe Ande kom under rubriken "Om then helgha Anda".[4]
- Göteborgspsalmboken under rubriken "Om then helge Anda".[5]
- Nr 183 i 1695 års psalmbok under rubriken "Pingesdaga Högtijd - Om then Helga Anda".
- Nr 132 i 1819 års psalmbok med titelraden "O du helge Ande, kom till oss in", under rubriken "Den Helige Andes nåd (pingstpsalmer)".
- Nr 132 i 1937 års psalmbok med titelraden "O du helge Ande, kom till oss in", under rubriken "Pingst".
- Nr 361 i Den svenska psalmboken 1986 under rubriken "Anden, vår hjälpare och tröst".
- Nr 107 i Finlandssvenska psalmboken 1986 med titelraden "O du helge Ande, kom till oss", under rubriken "Pingst".